# 墨井洞
墨井洞（：／ Mukjeong dong */?）是大韓民國首都首爾特別市中區的其中一個法定洞，位於忠武路5街（충무로5가）和獎忠洞2街(장충동2가)之間、退溪路（퇴계로）的南側。首都圈電鐵3號線的東國大學站（동대입구역）以及忠武路站都位於本洞。